# Liste der Museen in Erlangen
Die Liste der Museen in Erlangen gibt einen Überblick über aktuelle und ehemalige Museen in der kreisfreien Stadt Erlangen in Bayern.

## Aktuelle Museen
| Name                                                                    | Kurzbeschreibung | gegründet/ eröffnet | Träger                                            | Standort                    | Bild           | Link |
| ----------------------------------------------------------------------- | --- | ------------------- | ------------------------------------------------- | --------------------------- | -------------- | ---- |
| Museum im Amtshausschüpfla                                              | Das kulturhistorische Museum zeigt in Schumacherwerkstatt, Küche, Stube und Schlafkammer, wie die Menschen in Frauenaurach vor 100 Jahren gelebt, gewohnt und gearbeitet haben, und gibt einen Überblick über die Ortsgeschichte. | 1982                | Heimat- und Geschichtsverein Erlangen             | Frauenaurach                |                |      |
| Antikensammlung der Friedrich-Alexander-Universität                     | Die Sammlung des Instituts für Klassische Archäologie umfasst etwa 700 antike Originale, darunter Vasen, und weitere Werke antiker Keramik und Kleinkunst, und bietet damit einen Überblick über die Entwicklung der Kulturen im Mittelmeerraum von Troja bis in die römische Kaiserzeit. Die Gipsabguss-Abteilung zeigt etwa 150 größere Bildwerke und Statuen.             | 1857                | Friedrich-Alexander-Universität Erlangen-Nürnberg | Kochstraße                  | weitere Bilder |      |
| Graphische Sammlung der Friedrich-Alexander-Universität                 | Die Sammlung der Universitätsbibliothek umfasst unter anderem die grafische Sammlung der Markgrafen von Brandenburg-Ansbach mit 1800 Handzeichnungen, 4000 Kupferstichen und Radierungen sowie 1000 Holzschnitten vom Mittelalter bis zum Barock und die Sammlung Luthardt mit mehr als 1000 Zeichnungen und etwa 6000 Druckgrafiken aus dem 19. und frühen 20. Jahrhundert. | 1806                | Friedrich-Alexander-Universität Erlangen-Nürnberg | Alte Universitätsbibliothek | weitere Bilder |      |
| Kunstmuseum Erlangen                                                    | Das Museum präsentiert regionale Kunst nach 1945 mit Schwerpunkt auf Werken von Künstlern aus Franken und der Oberpfalz. Gezeigt werden Einzel-, Gruppen-, Themen- und Gedächtnisausstellungen sowie Fotografie und Kunst regionaler Sammler. | 1998                | Stadt Erlangen                                    | Loewenichsches Palais       | weitere Bilder |      |
| Platenhäuschen                                                          | Das Museum in einem Häuschen, in dem der Dichter August von Platen-Hallermünde 1824 den Sommer verbrachte, zeigt eine Ausstellung zu Leben, Werk und Wirkungsgeschichte des Dichters. |                     |                                                   | Burgberg                    | weitere Bilder |      |
| Siemens MedMuseum                                                       | Das Museum zeigt ausgesuchte Exponate zur Medizintechnik von den Anfängen bis zur Gegenwart und präsentiert Geschichten von Menschen mit Pioniergeist. | 2014                | Siemens Healthineers                              | Gebbertstraße               | weitere Bilder |      |
| Kunstpalais mit Städtischer Sammlung Erlangen                           | Die im Kunstpalais Erlangen untergebrachte Sammlung umfasst über 4500 Grafiken, Multiples, Künstlerbücher und Mappenwerke sowie Fotografien und Videoarbeiten wesentlicher Strömungen internationaler Kunst nach 1945. Das Kunstpalais zeigt außerdem Wechselausstellungen internationaler Kunst.                                                                            | 1974                | Stadt Erlangen                                    | Bürgerpalais Stutterheim    | weitere Bilder |      |
| Stadtmuseum Erlangen                                                    | Das Museum dokumentiert mit archäologischen Funden, Maschinen aus der Zeit der Industrialisierung, Hausrat, Studentika, Spielzeug anderem die Stadtgeschichte von den ersten Spuren der Besiedlung im Erlanger Raum bis zur modernen Universitäts- und Siemensstadt im 20. Jahrhundert.                                                                                      | 1964                | Stadt Erlangen                                    | Altstädter Rathaus          | weitere Bilder |      |
| Ur- und Frühgeschichtliche Sammlung der Friedrich-Alexander-Universität | Die Sammlung des Instituts für Ur- und Frühgeschichte umfasst Funde aus nahezu der ganzen Welt, von den Anfängen der Menschheitsgeschichte bis in die Frühe Neuzeit. Schwerpunkte bilden Fundstücke aus der Altsteinzeit, vor allem aus Frankreich und Franken, sowie aus jungsteinzeitlichen Seeufersiedlungen und Bestattungsplätzen der Bronze- und Eisenzeit.            | 1914                | Friedrich-Alexander-Universität Erlangen-Nürnberg | Kochstraße                  |                |      |
| Galerie des Kunstvereins Erlangen                                       | Der Kunstverein zeigt in seiner Galerie wechselnde Ausstellungen zeitgenössischer Kunst mit regionalen und internationalen Positionen. Neben dem jährlichen ''Herbstsalon'' werden Einzel- und Gruppenausstellungen sowie Künstlergespräche und Lesungen angeboten. | 1904                | Kunstverein Erlangen e.V.                         | Hauptstraße 72              |                |      |